# Сервиан, Алекс
Алекс Родриго Сервиан Хименес (исп. Alex Rodrigo Servián Giménez; род. 22 июля 2005, Сан-Эстанислао, Сан-Педро) — парагвайский футболист, полузащитник клуба «Спортиво Амелиано».

## Клубная карьера
Сервиан — воспитанник клуба «Спортиво Амелиано». 30 июля 2023 года в матче против «Либертада» он дебютировал в парагвайской Примере.